# Nicolas Cremer
Nicolas Cremer (Strasburgo, ...) è un giocatore di football americano francese che gioca come wide receiver per i Léopards de Rouen.